# Forvirringens tid
 Der er for få eller ingen kildehenvisninger i denne artikel, hvilket er et problem. Du kan hjælpe ved at angive troværdige kilder til de påstande, som fremføres i artiklen.

Forvirringens tid (russisk: Смутное время, tr. Smutnoje vremja) var en periode i Zar-Ruslands historie mellem 1603 og 1613, der kendetegnedes ved en alvorlig politisk, økonomisk og social krise, som ledte til et midlertidigt kollaps af den russiske stat. Zarerne tiltrådte og styrtedes med korte mellemrum. I løbet af denne periode nåede Boris Godunov, Den Falske Dmitrij, Fjodor 2. (som kun regerede i 49 dage, den korteste regeringstid i Ruslands historie), Vasilij Sjujskij, Vladislav 4. af den svenske kongeslægt Vasa og Mikhail Romanov at afløse hinanden som Ruslands regenter. Mellem disse forsøgte to andre falske udgaver af Dmitrij at hævde deres ret til tronen, og lidt senere var der planer om, at den svenske tronarving Karl Filip skulle gøres til Ruslands zar. Den polske intervention blev slået tilbage af en russisk folkehær i 1612, hvorpå bojaren Mikhail Romanov valgtes til ny zar og lagde grunden til det romanovske zardynasti, der sad på magten til revolutionen i 1917.

## Grundlaget for Forvirringens tid
Historikere angiver flere grundlæggende årsager til Forvirringens tid:
1. Uddøen af Rurikslægtens hovedgren.
2. Kampen mellem bojarerne og zaren, hvor bojarerne søgte at bevare og styrke deres traditionelle privilegier og politiske indflydelse, og zaren søgte at begrænse deres privilegier og indflydelse. Bojarernes stillede krav om indkaldelse af zemskij sobor, og nogle historikere mener, at bojarenes rolle udelukkende var negativ, og at "krav fra bojarerne forvandledes til en direkte kamp om magten" og deres "omfattende intriger undergravede zarens position".[1]
3. Statens vanskelige økonomiske situation. Ivan den Grusommes livlandske krig havde krævet en betydelig indsats af produktivkræfterne. Anstrengelserne havde haft omfattende negativ indflydelse på økonomien. Til det kom massemordene i Novgorod, der yderligere undergravede økonomien. Situationen blev dramatisk forværret af hungersnøden i 1601-1603, hvor tusindvis af store og små virksomheder ruineredes.[2]
4. Den dybe sociale uro i landet. Det eksisterende system bevirkede en undertrykkelse af masserne af småbønder, livegne, forarmede folkeslag, kosakker, samt en væsentlige dele af tyendet.[2]
5. Konsekvenserne af den hårde undertrykkelse under Opritsjnina. Ifølge den russiske historiker Jevgenij Sjmurlo underminerede den politiske repression respekten for autoriteterne og loven.[2]

## Baggrund
Efter Fjodors død blev hans svoger og nærmeste rådgiver, bojaren Boris Godunov, der allerede havde fungeret som regent for den mentalt tilbagestående Fjodor, valgt som hans efterfølger ved en stor stænderforsamling, Zemskij sobor. Godunovs korte regeringstid (1598-1605) var ikke så vellykket som hans ledelse under den svage Fjodor.
Zar-Rusland blev ramt af ekstremt dårlig høst i 1601-1603, med lave nattemperaturer i alle sommermånederne, ofte under frysepunktet, der ødelagde afgrøderne. Den sandsynlige årsag til klimaforandringerne var vulkanen Huaynaputinas udbrud i 1600. Udbredt sult førte til hungersnød for omkring to millioner russere, en tredjedel af befolkningen. Regeringen fordelte penge og mad til fattige i Moskva, hvilket førte til at flygtninge strømmede til hovedstaden og øgede det økonomiske kaos. Den oligarkiske fraktion, ledet af Romanov, anså det for en skændsel at lyde under en bojar; konspirationer var hyppige; landdistrikterne blev hærget af hungersnød og pest; store bander af bevæbnede banditter strejfede omkring i landet og begik alle mulige grusomheder; Don-kosakkerne på grænsen var urolige; og regeringen demonstrerede sin manglende evne til at kunne holde ro og orden.
Under indflydelse af de store adelige familier, der forgæves havde modsat sig valget af Godunov til zar, blev den generelle utilfredshed udtrykt som fjendtlighed over for ham som tronraner. Rygter cirkulerede at den seneste zars, Fjodors, bror Dmitrij Ivanovitj, der mentes at være død, stadig var i live, men holdt sig skjult.

## Indledningen
Forvirringens tid indtrådte efter fire forudgående år med misvækst (mellem 1600 og 1603), hvor der til og med om sommeren forekom frost, og hvor sne faldt i september. Dette ledte til en alvorlig hungersnød, hvilket kostede omkring en halv million menneskeliv. Folkemasserne trak sig sammen i Moskva, hvor regeringen delte penge og brød ud til de nødlidende. Disse tiltag ledte dog til en voksende opløsning inden for den statslige forvaltning.
Forvirringens tid startede med forskellige rygter, der påstod, at den lovlige tronkandidat (eller zarevitj) fortsat var i live, og at Boris Godunovs styre derfor var ulovligt. Den polske adelslægt Mniszech støttede en selvudnævnte zar, der blev kendt som Den Falske Dmitrij og oprustede en hær til hans fordel, som bestod af zaporogkosakker og polske frivillige. I 1604 gik den selvudnævnte zars hær over grænsen til Rusland, og både de styrker som sendtes mod ham, og de byer som lå på hans vej, svor troskabsed til den nye zar. I 1605 nåede Den Falske Dmitrij til Moskva, hvor han kronedes til zar. Men moskvaboerne lagde snart mærke til manglen på "zarmanérer" hos den nye regent og gjorde oprør.

## Kamphandlingerne

### Falske Dmitrij II
Mellem 1606 og 1610 regerede bojaren Vasilij Sjujskij, men det nye styre formåede ikke at neddæmpe gemytterne. Mod syd udbrød et oprør under ledelse af Bolotnikov, hvilket lagde grunden til "forræderbevægelsen". Rygterne om zarevitj Dmitrijs fantastiske redning fortsatte. Nu dukkede således en ny selvudnævnt zar op, kendt i historien som Den Falske Dmitrij II (i Rusland også kendt som Tusjinskij eller Kaluzjskij tyven). I slutningen af 1608 omfattede Falske Dmitrij IIs styre byerne Perejaslavl-Zalesskij, Jaroslavl, Vladimir, Uglitj, Kostroma, Galitj og Vologda. Kolomna, Perejaslavl-Rjazanskij, Smolensk, Nizjnij Novgorod, Kazan, samt byerne i Ural og Sibirien forblev trofaste mod Moskva. Som et resultat af den russiske grænsetjenestes forfald trængte en 100.000 mand stærk Nogajhær ind i de russiske grænseområder (russiske okrajna) samt Severien i årene 1607–1608.
I 1607 gik krimtatarerne for første gang i lang tid over floden Oka og hærgede Ruslands centrale regioner. Polsk-litauiske invasionsstyrker hærgede Sjuja og Kinesjma og indtog Tver, den litauiske hetman Jan Sapieha belejrede Troitse-Sergijeva lavra (dansk: ~ Treenigheds-Sergius klostret), mens litaiske Lisovskijs lejesoldatsenheder bemægtigede sig Suzdal. Til og med de byer, som frivilligt havde anerkendt den falske zars magt, blev hensynsløst hærget af de invaderende enheder. Polakkerne opkrævede skat af jord og handel og blev forsørget i de russiske byer. Alt dette fremkaldte henimod slutningen af 1608 en bred national befrielsesbevægelse. I december 1608 mistede polakkerne kontrollen over Kinesjma, Kostroma, Galitj, Totma, Vologda, Belozersk og Ustiuzjna Zjeleznopolskaja og fik derefter støtte fra Velikij Ustjug, Vjatka og Perm Velikaja. I januar 1609 afværgede fyrst Mikhail Skopin-Sjujskij, der stod i spidsen for de russiske tropper fra Tikhvin og Onega-området, et angreb fra en 4.000 mand stærk polsk styrke under ledelse af Kiernozicki, der angreb i retning mod Novgorod. I begyndelsen af 1609 slog byen Ustiuzjnas folkehær polakkerne og zaporogkosakkerne tilbage fra de omkringliggende byer og i februar afviste samme folkehær samtlige angreb fra det polske kavaleri og infanteri, der bestod af tyske lejetropper. Den 17. februar led den første russiske folkehær et nederlag mod polakkerne i slaget ved Suzdal. I slutningen af februar befriede bueskytter fra Sibirien og Arkhangelsk under ledelse af Davyd Zjerebtsov Kostroma for angriberne, og den 3. marts indtog en folkehær fra de nordlige og nordøstlige russiske byer Romanov, hvorfra denne styrke fortsatte mod Jaroslavl, der blev indtaget i begyndelsen af april. Vojvoden i Nizjnij Novgorod Aljabijev befriede byen Murom den 15. marts og den 27. marts befriedes Vladimir.
I 1609 henvendte Vasilij Sjujskijs regering sig til Sverige med anmodning om militær hjælp og lovede til gengæld at overdrage Karelen til svenskerne. Den russiske regering påtog sig at betale for lejetropperne, der udgjorde hoveddelen af den svenske armé. I foråret samlede fyrst Mikhail Skopin-Sjujskij en 5.000 mand stærk russisk armé i Novgorod. Den 10. maj indtog den svensk-russiske styrke Staraja Russa, og den 11. maj slog den russisk-sveske armé de polsk-litauiske enheder, der nærmede sig byen, tilbage. Den 15. maj slog den russisk-svenske styrke under ledelse af Tjulkov og Horn det polske kavaleri, der ledtes af Kiernozicki, ved byen Toropets. I slutningen af foråret faldt de fleste af de nordvestrussiske byer fra den selvudråbte Falske Dmitrij II. Den sommer talte den russiske armé op imod 20.000 mand. Den 17. juni tvang den russisk-svenske styrke Zborowskis polsk-litauiske armé til retræte efter et hårdt slag ved Torzjok, og 11–13. juni slog Skopin-Sjujskijs og De la Gardies russisk-svenske styrker polakkerne ved Tver. Skopin-Sjujskijs russisk-svenske styrke deltog ikke i de fortsatte kampe (med undtagelse af Christier Zommers tropper på omkring 1.000 mand). 24. juli gik de russiske enheder over til Volgas højre bred og trængte ind i munkeklosteret Makarijev Kaljazin. 19. august slog Skopin-Sjujskij hetman Jan Sapiehas polakker ved Kaljazin. Den 10. september indtog russerne sammen med Zommes styrke Perejaslavl, og den 9. oktober indtog bojaren Golovin Aleksandrovskaja sloboda. 16. oktober brød en russisk styrke ind i det af polakkerne belejrede Troitse-Sergijeva lavra. 28. oktober slog Skopin-Sjujskij sammen med Davyd Zjerebtsov hetmanen Sapieha i slaget ved Karinskom pole, udenfor Aleksandrovskaja sloboda.

### Den russisk-polske krig
12. januar 1610 trak polakkerne sig tilbage fra Troitse-Sergijev-klosteret, og den 27. februar blev de tvunget til, efter russiske angreb at forlade Dmitrov. 12. marts 1610 drog Skopin-Sjujskijs regimenter ind i Moskva, hvor han efter en kortvarig sygdom døde den 29. april. Den russiske armé gjorde sig beredt til at drage af sted for at bistå Smolensk, som fra september 1609 var helt belejret af tropper under ledelse af den polske konge Sigismund 3. Vasa. Polakkerne og zaporogkosakkerne kom tillige i besiddelse af byerne i Seversjtjina; Starodubs og Potjeps befolkning blev udryddet under polakkernes stormangreb, Tjernigov og Novgorod-Severskij kapitulerede.
Den 4. juli 1610 tilføjede det polske kavaleri under hetman Stanisław Żółkiewskis ledelse den russisk-svenske styrke under Dmitrij Sjujskij og Jakob De la Gardie et stort nederlag i slaget ved Klusjino. Under slagets gang gik tyske lejetropper, som tjenestegjorde under russerne, over til den polske side. Vejen mod Moskva lå nu åben for polakkerne.

### Syv Bojarer
Som et resultat af en sammensværgelse afsattes Vasilij 4. af Rusland fra tronen, og Moskva svor troskabsed til den polske tronarving Vladislav. Plyndringerne og volden stoppede dog ikke, og de mellemreligiøse modsætninger mellem katolikkerne og de russisk-ortodokse fremkaldte flere oprør mod det polske styre.
17. marts 1611 undertrykte polske og tyske lejesoldater optøjer i Moskva, der var begyndt med uenighed på et marked; de massakrerede 7.000 moskovitter og satte byen i brand.

### Folkehærene
1611 ankom den første folkehær uden for Moskvas bymure (folkehæren ledtes af Prokopij Petrovitj Ljapunov). Men som et resultat af en konflikt under oprørsarméens krigsråd blev Ljapunov myrdet, og forsamlingen spredtes. Samme år plyndrede krimtatarerne, der ikke mødte nogen modstand, egnene omkring byen Rjazan. Efter en langvarig belejring indtog polakkerne Smolensk, mens svenskerne, efter at have frigjort sig fra rollen som Ruslands "allierede", plyndrede de nordlige russiske byer.
Den anden folkehær (1612) ledtes af en slagter fra Nizjnij Novgorod ved navn Kuzma Minin, som indbød fyrst Dmitrij Pozjarskij til at tage ansvaret for de militære operationer. I marts 1612 drog folkehæren mod Jaroslavl for at indtage denne vigtige lokalitet, hvor mange veje krydsede hinanden. Jaroslavl blev indtaget, og folkehæren forblev i byen i tre måneder, da man måtte opbygge ikke blot arméen men også landet. Pozjarskij ville samle et "alment landsråd", både for at diskutere strategien for kampen mod den polsk-litauiske intervention og for at vælge en ny regent. Som kandidat foreslog han den svenske tronarving Karl Filip, som angiveligt ville "konvertere til den ortodokse tro i henhold til den græske lov". Landsrådet samledes dog aldrig.
22. september 1612 indtraf en af Forvirringens tids blodigste hændelser, da byen Vologda indtoges af polakkerne og zaporogkosakkerne, der udslettede praktisk talt hele byens befolkning inklusive munkene i Spaso-Prilutsk-klosteret.
Omkring 20. (30.) august 1612 drog den anden folkehær af sted fra Jaroslavl mod Moskva.
22. oktober (1. november) 1612 stormede folkehæren Kitaj-gorod, et historisk kvarter i centrum af Moskva, under ledelse af Kuzma Minin og Dmitrij Pozjarskij og indtog Kitaj-gorod, mens Rzeczpospolitas garnison trak sig tilbage til Kreml. 26. oktober skrev den polske garnisons ledelse under på kapitulationen og frigav samtidig de russiske bojarer og andre højtstående personer fra Kreml, og dagen efter gav garnisonen op.

## Valget af Mikhail Romanov som Ruslands nye zar
Efter indtagelsen af Moskva sammenkaldte Pozjarskij den 15. november de forskellige byers repræsentanter (10 personer fra hver by) for at vælge en ny zar. Sigismund havde tænkt sig at gå imod Moskva, men han havde ikke en tilstrækkelig styrke til at indtage Volok og måtte derfor trække sig tilbage. I januar 1613 samledes udvalgte personer fra de forskellige samfundsklasser, inklusive bondestanden. Denne folkeforsamling (russisk sobor) var en af de mest vel besøgte og en af de mest fuldtallige i russisk historie. Snart udkrystalliserede fire kandidater til zartronen sig: V. I. Sjujskij, Vorotynskij, Trubetskoj og Mikhail Fjodorovitj Romanov. Valget gik yderst livligt til. Det afgørende blev, at den russiske adel til sidst sluttede op bag Mikhail Romanov, som derefter valgtes til ny zar, mens hans polske konkurrent Vladislav måtte lade sig nøje med at efterfølge sin fader som konge (Vladislav 4. af Polen) fra 1632 til sin død 1648.